# The Landmark
The Landmark è un grattacielo postmoderno che si trova ad Abu Dhabi negli Emirati Arabi Uniti. 
Il grattacielo è alto 324 metri e ha 72 piani fuori terra e 5 livelli interrati. La costruzione del grattacielo è iniziata alla fine del 2006 per completarsi nel 2012. È il secondo edificio più alto di Abu Dhabi, dopo il Burj Mohammed bin Rashid del complesso del World Trade Center, e uno dei più alti uno dei più alti degli Emirati Arabi Uniti.